# 乔治·韩森
乔治·查尔斯·韩森（英語：George Charles Hanson，1883年10月11日—1935年9月2日），犹太人，是美国外交官，曾在美国驻上海、烟台、大连、天津、牛庄、汕头、重庆、福州、哈尔滨领事馆工作。

## 生平
1883年，出生于犹太家庭。
1908年，毕业于康奈尔大学。
1909年，来到中国。
1911年，在上海领事馆任翻译。
1912年，在烟台领事馆任翻译。
1913年，在大连领事馆任翻译。
1914年，在天津领事馆任翻译。
1915年，在汕头领事馆任领事。
1917年，在重庆领事馆任领事。
1918年，在福州领事馆任领事。
1922年，在哈尔滨领事馆任领事。
1929年，再次在哈尔滨领事馆任领事。
1931年，任美国驻哈尔滨总领事。
1935年，返美途中身亡，被判定为自杀。